# Paionios (Bildhauer)

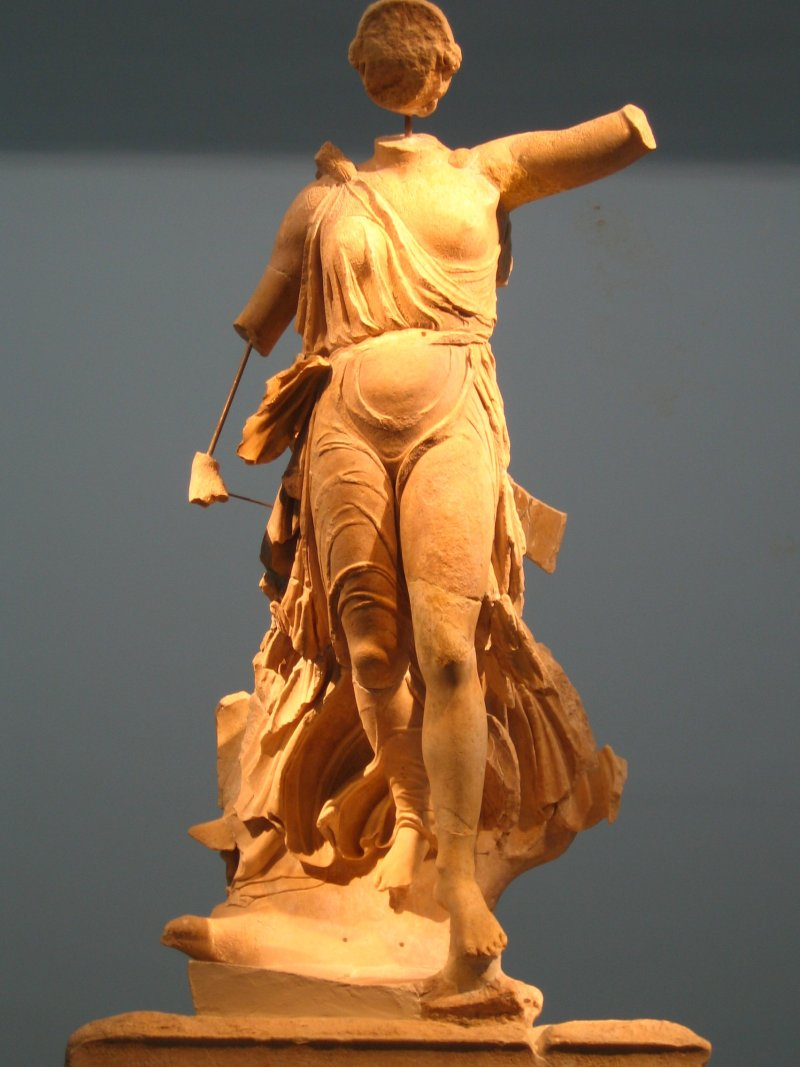
Nike des Paionios mit Kopfteil

Paionios (altgriechisch Παιώνιος) war ein griechischer Bildhauer in der zweiten Hälfte des 5. Jahrhunderts v. Chr. aus Mende.

## Leben und Werk
Er schuf nach dem Bericht des in diesem Punkte völlig irrenden Pausanias die das Wagenrennen zwischen Pelops und Oinomaos darstellende, zum großen Teil wieder aufgefundene Figurengruppe im östlichen Giebelfeld des Zeustempels in Olympia. Inschriftlich als sein Werk nachgewiesen ist die marmorne Kolossalfigur einer als herabschwebend vom Olymp gedachten Nike, die von den Messeniern und Naupaktern um 424 v. Chr. gestiftet und 1875 bei den deutschen Ausgrabungen in Olympia gefunden wurde. Die Figur stand auf einem 8,5 m hohen Pfeiler mit dreieckiger Standfläche, wie an den Basisfragmenten zu erkennen ist. Das Fundament des Pfeilers befand sich in unmittelbarer Nähe, so dass es gelang, das Monument wenigstens zeichnerisch vollständig zu rekonstruieren, mit Ausnahme der Gesichtspartie der Nike, die nicht erhalten ist.
| Inschrift                                                            | Übersetzung |
| -------------------------------------------------------------------- | --- |
| Παιώνιος ἐποίησε Μενδαῖος καὶ τἀκρωτήρια ποιῶν ἐπὶ τὸν ναὸν ἐνίκα[1] | Paionios von Mende hat mich gemacht und er siegte [beim Wettbewerb um den Auftrag] für die Akrotere des Tempels. |
Bei dem Monument handelt es sich um eine Dedikation für einen Sieg in einer nicht näher benannten Schlacht. Vermutlich bezog sie sich auf die Schlacht von Sphakteria, von der auch Pausanias (5,26,1) berichtet. Die zugehörige Inschrift überliefert des Weiteren, dass Paionios auch den Künstlerwettbewerb um die Herstellung des Mittelakroters für den Zeustempel gewonnen hatte.
Die freie, schwungvolle Komposition der Nike, die großartige Behandlung der Körperformen und der Gewandung deuten auf den Einfluss des Phidias, insbesondere der Parthenonskulpturen hin. Die Statue wurde während der Zeit des Reichen Stils geschaffen. Die Giebelskulpturen vom Zeustempel sind dagegen viel steifer und befangener. Wegen dieser Widersprüche wurde dem Paionios die Beteiligung an der Giebelgruppe abgesprochen und seinen Anteil auf die beiden vergoldeten Weihkessel oder Dreifüße an den Giebelecken und eine vergoldete Nike auf dem First des Giebeldaches beschränkt, eine Arbeit, die ebenfalls von Pausanias überliefert ist.